# جياكومو راسبادوري
جياكومو راسبادوري (بالإنجليزية: Giacomo Raspadori) (مواليد 18 فبراير 2000) هو لاعب كرة قدم إيطالي يلعب كمهاجم مع نادي أتلتيكو مدريد والمنتخب الإيطالي.

## الإنجازات
نابولي
- الدوري الإيطالي: 2022–23، 2024–25

إيطاليا
- بطولة أمم أوروبا: 2020

## روابط خارجية
- جياكومو راسبادوري على موقع الاتحاد الأوربي (الإنجليزية)
- جياكومو راسبادوري على موقع إي إس بي إن إف سي (الإنجليزية)
- جياكومو راسبادوري على موقع قاعدة بيانات كرة القدم.إي يو (الإنجليزية)
- جياكومو راسبادوري على موقع ليكيب (الفرنسية)
- جياكومو راسبادوري على موقع ناشيونال فوتبول تيمز (الإنجليزية)
- جياكومو راسبادوري على موقع Soccerbase.com (لاعب) (الإنجليزية)
- جياكومو راسبادوري على موقع Soccerway.com (الإنجليزية)
- جياكومو راسبادوري على موقع عالم كرة القدم.نت (الإنجليزية)
- جياكومو راسبادوري على موقع AS.com (الإسبانية)